# Walter Noddack
Walter Noddack (Berlim, 17 de agosto de 1893 - Berlim, 7 de dezembro de 1960) foi um químico alemão. Ele, Ida Tacke (que mais tarde se casou com ele) e Otto Berg descobriram o elemento químico de número atômico 75, o rênio, em 1925.